# Carles Muro
Carles Muro (Barcelona, 1964) és un arquitecte i professor universitari català.
Ha estat considerat un dels arquitectes més influents d'Espanya i Portugal contemporanis, És professor associat d'arquitectura a la Universitat Politècnica de Milà i comissari del Museu de Serralves a Porto. Carles Muro estudià arquitectura a l'Escola Tècnica Superior d'Arquitectura de Barcelona i treballa amb Elías Torres i José Antonio Martínez Lapeña a Barcelona (1987-1991), i amb Álvaro Siza Vieira a Porto (1992-1993), abans d'iniciar la seva carrera professional en solitari el 1993. També ha compartit estudi professional amb Charmaine Lay (CLCM Architects) entre 1995 i 2006.
Els seus projectes han sigut exhibits i celebrats internacionalment. Ha desenvolupat una intensa activitat docent com a professor a l'ETSAB entre els anys 1993 i 2015, i com a director del màster “Arquitectura: Crítica i Projecte” de la Universitat Politècnica de Catalunya entre 1998 i 2002. Treballà com a professor de l'Architectural Association School of Architecture de Londres i donà classes a la Graduate School of Design de la Universitat Harvard (2013-2018). Des del 2017 és el responsable dels programes d'arquitectura del Museu d'Art Contemporani de la Fundació Serralves, a Porto.
Entre les seves obres construïdes destaquen el Mercat Municipal d'Inca, a Mallorca i el Centre d'Atenció Primària (CAP) de Castellar del Vallès i Tordera.
Ha format part del consell editorial de diverses publicacions i ha estat director de la col·lecció «Pre-Textos de Arquitectura». Una selecció dels seus escrits ha estat recollida al llibre Arquitecturas fugaces (2007).